# Benthodesmus pacificus
Benthodesmus pacificus és una espècie de peix pertanyent a la família dels triquiúrids.

## Descripció
- Pot arribar a fer 112 cm de llargària màxima.
- Cos platejat amb les mandíbules i l'opercle negrosos.
- L'interior de la boca i de les cavitats branquials és de color negre.
- 44-46 espines i 99-104 radis tous a l'aleta dorsal i 2 espines i 90-94 radis tous a l'anal.
- 149-153 vèrtebres.[2][3]

## Hàbitat
És un peix marí i bentopelàgic que viu entre 100 i 1.000 m de fondària (50°N-21°N, 127°E-117°W). Els joves són mesopelàgics entre 100 i 500 m de profunditat. Es troba al Pacífic nord: el Japó (incloent-hi les illes Ryukyu), la Colúmbia Britànica (el Canadà) i Califòrnia els Estats Units.
És inofensiu per als humans.